# Laverton (Yorkshire du Nord)
Pour les articles homonymes, voir Laverton.
Laverton est un village et une paroisse civile du Yorkshire du Nord, en Angleterre.